# Heimattreue Front
Die Heimattreue Front (HF) war eine 1935 gegründete nationalsozialistische politische Organisation eines einflussreichen Teils der deutschen Bevölkerung in den belgischen Ostkantonen Eupen-Malmedy-St. Vith, die die (Wieder)Eingliederung der Ostkantone in das Deutsche Reich betrieb (diese Gebiete gehörten von 1815 bis 1919 zu Preußen und damit von 1871 bis 1919 zum Deutschen Kaiserreich). Zur Vorgeschichte siehe den:

## Historischer Hintergrund
Durch die Eingliederung der Ostkantone in das belgische Königreich („Provisorische belgische Administration“) im Jahr 1919 nach dem Ersten Weltkrieg waren die deutschen Bewohner zwar zu belgischen Staatsbürgern geworden, allerdings wurden sie erst ab 1925 den übrigen belgischen Staatsbürgern gleichgestellt und ihnen das volle Wahlrecht zugesprochen.
Die – unter umstrittenen Umständen erfolgte – Eingliederung in ein fremdsprachiges Staatsgebiet führte zu erheblichen Spannungen unter der deutschsprachigen Bevölkerung der Ostkantone, und Stimmen zur Wiedereingliederung in das Deutsche Reich wurden laut.
Nach 1933 bekam die Pro-reichsdeutsche-Stimmung in den Ostkantonen durch die Heimattreue Front einen Namen und einen organisatorischen Rahmen. Seine Vereinsmitglieder standen ganz im Zeichen der Propaganda des aufkommenden Nationalsozialismus im Deutschen Reich.

## Politischer Aufstieg
1928/1929 wurde von deutschsprachigen Ostbelgiern die Christliche Volkspartei gegründet, die sich aber bald in die HF auflöste.
In den 1930er Jahren wuchsen die politischen Spannung zwischen pro-belgischen und pro-reichsdeutschen Positionen. Dies führte 1935 unter anderem zu der Ausweisung von vier Führungspersonen des Heimatbundes, darunter dem ehemaligen Vorsitzenden der Christlichen Volkspartei Joseph Dehottay (der 1933 von Hitler empfangen wurde), ins benachbarte Deutsche Reich mit gleichzeitiger Aberkennung ihrer belgischen Staatsbürgerschaft. Im Anschluss daran rief die Christliche Volkspartei ihre Wähler zum Beitritt in die Heimattreue Front auf.
Bei den darauffolgenden Parlamentswahlen 1939 bekam die Heimattreue Front 45,1 % aller abgegebenen Wählerstimmen. Die Heimattreue Front wurde somit die mit Abstand stärkste politische Kraft in Eupen-Malmedy. Im Vergleich zum Wahlverhalten der deutschen Bevölkerung in anderen Grenzregionen zum Deutschen Reich, wie dem Sudetenland, in Danzig oder in Memel, wo reichsdeutsch orientierte Parteien mehr als 80 % der Wählerstimmen erhielten, war das Wahlergebnis für die Heimattreue Front jedoch wesentlich niedriger ausgefallen.
Im Eupener Stadtrat hatte die Heimattreue Front nach 1934 bis zum Einmarsch der Wehrmacht 1940 die absolute Mehrheit. Die Soldaten der Wehrmacht wurden bei ihrem Eintreffen von der deutschen Bevölkerungsmehrheit in Ostbelgien als „Befreier“ empfangen, und ihnen wurde zugejubelt; die „Heimkehr ins Reich“ wurde begrüßt. Mit dem Wiederanschluss der Region Eupen-Malmedy-St. Vith an das Reichsgebiet änderten sich allerdings auch die politischen Verhältnisse. Es erfolgte eine Gleichschaltung unter der ideologischen Ausrichtung des Nationalsozialismus.
Finanziell und logistisch wurden die politischen Aktivitäten der Heimattreuen Front aus dem Deutschen Reich u. a. vom Volksbund für das Deutschtum im Ausland (VDA) unterstützt.